# 胱硫醚
胱硫醚 （Cystathionine）是一种半胱氨酸合成代谢的中间产物。
在氨基酸代谢中，胱硫醚由高半胱氨酸和丝氨酸通过胱硫醚β-裂合酶合成，再由胱硫醚γ-裂合酶裂解为半胱氨酸和α-丁酮酸。
尿液中胱硫醚过多被称为cystathioninuria症。

胱硫醚的代谢路径，由胱硫醚β-裂合酶合成并由胱硫醚γ-裂合酶分解